# Tozzi (cognome)
Tozzi è un cognome di lingua italiana.

## Varianti
Tozzati, Tozzato, Tozzetti, Tozzini, Tozzo, Tozzola, Tozzoli, Tozzoni.

## Origine e diffusione
Cognome tipicamente centro-settentrionale, è presente prevalentemente in Toscana.
Potrebbe derivare da un soprannome legato alla corporatura robusta ma bassa statura o all'atteggiamento ruvido, o ancora da prenomi quali Albertozzo, Lambertozzo e Robertozzo.
La variante Tozzato è veneta.

## Persone
- Franco Tozzi (1944-2024) – cantante italiano
- Gino Tozzi (1924-1964) – partigiano italiano
- Mario Tozzi (1959) – geologo e divulgatore scientifico italiano